# USS Dayton (CL-105)
Pour les autres navires du même nom, voir USS Dayton.
L'USS Dayton (CL-105) est un croiseur léger de classe Cleveland entré en service dans l'United States Navy durant la Seconde Guerre mondiale.

## Caractéristiques
La classe Cleveland est la classe de croiseurs la plus nombreuse jamais construite : ce sont 29 navires (dont 2 substantiellement modifiés) sur les 52 initialement prévus qui entrent en service dans l'United States Navy, plus 9 autres convertis en porte-avions légers. Ils sont conçus pour respecter le second Traité naval de Londres signé en 1936. Le blindage est sensiblement le même que la classe précédente, la classe St. Louis. L'armement principal du Dayton est constitué de quatre tourelles triples de canons de 6 pouces de 47 calibres. Six tourelles doubles de canons de 5 pouces de 38 calibres à usage double sont installées en diamant afin de couvrir une large zone. Enfin, l'armement antiaérien est composé de quatre tourelles quadruples et six tourelles doubles de canons de 40 mm Bofors et de 10 canons de 20 mm Oerlikon.

## Histoire

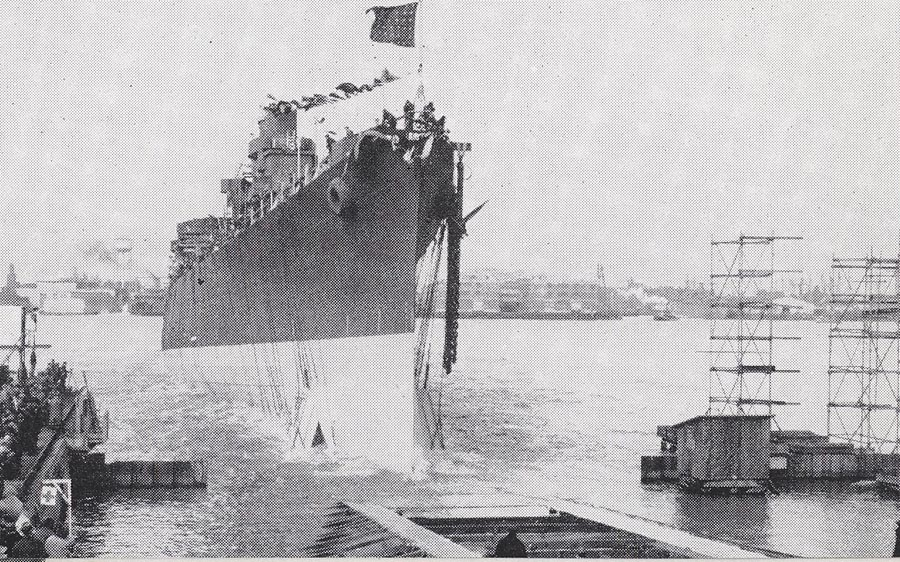
Lancement de l'USS Dayton (CL-105).

La construction de l'USS Dayton commence le 8 mars 1943 ; il est lancé le 19 mars 1944 et entre en service le 7 janvier 1945. Le 15 mai, il arrive à Pearl Harbor et son équipage subit un entraînement avant de rejoindre la 3e flotte dans le golfe de Leyte le 16 juin. À partir du 1er juillet, le croiseur participe aux bombardements navals alliés sur le Japon, escortant les porte-avions et pilonnant les côtes japonaises de son artillerie. Le 10 septembre, il entre en baie de Tokyo avant de repartir le 7 novembre pour San Pedro en Californie, qu'il rallie le 19. Après un détour par Pearl Harbor en janvier 1946, le Dayton rejoint l'Atlantic Fleet à la base navale de Norfolk, non sans s'être entraîné quelques jours en baie de Guantánamo sur la route. Le 3 février 1947 le croiseur rejoint la mer Méditerranée, participant à des exercices au large de Malte et visitant de nombreux ports, parmi lesquels Istamboul pour une visite diplomatique. Il devient navire amiral de la 8e flotte (en) durant son affectation en Méditerranée, avant de retourner à Boston le 30 novembre. Après plusieurs manœuvres au large de Newport et un autre séjour en Méditerranée du 9 février au 26 juin 1948, le Dayton est mis en réserve le 1er mars 1949 avant d'être définitivement rayé des listes le 1er septembre 1961.

## Récompenses
L'USS Dayton a reçu une battle star pour son service lors de la Seconde Guerre mondiale.